# A vágy villamosa (színmű)
A vágy villamosa (eredeti cím: A Streetcar Named Desire) Tennessee Williams 1947-ben kiadott Pulitzer-díjas színműve. Az ősbemutató 1947. december 3-án volt a Broadway-n. A darabot Elia Kazan rendezte, Marlon Brando, Jessica Tandy, Kim Hunter és Karl Malden főszereplésével.  Film, opera és balett is készült belőle. Magyarországon először az Európa Könyvkiadó adta ki a művet, Czímer József fordításában 1964-ben, a Drámák című Tennessee Williams színdarab-gyűjteményben.

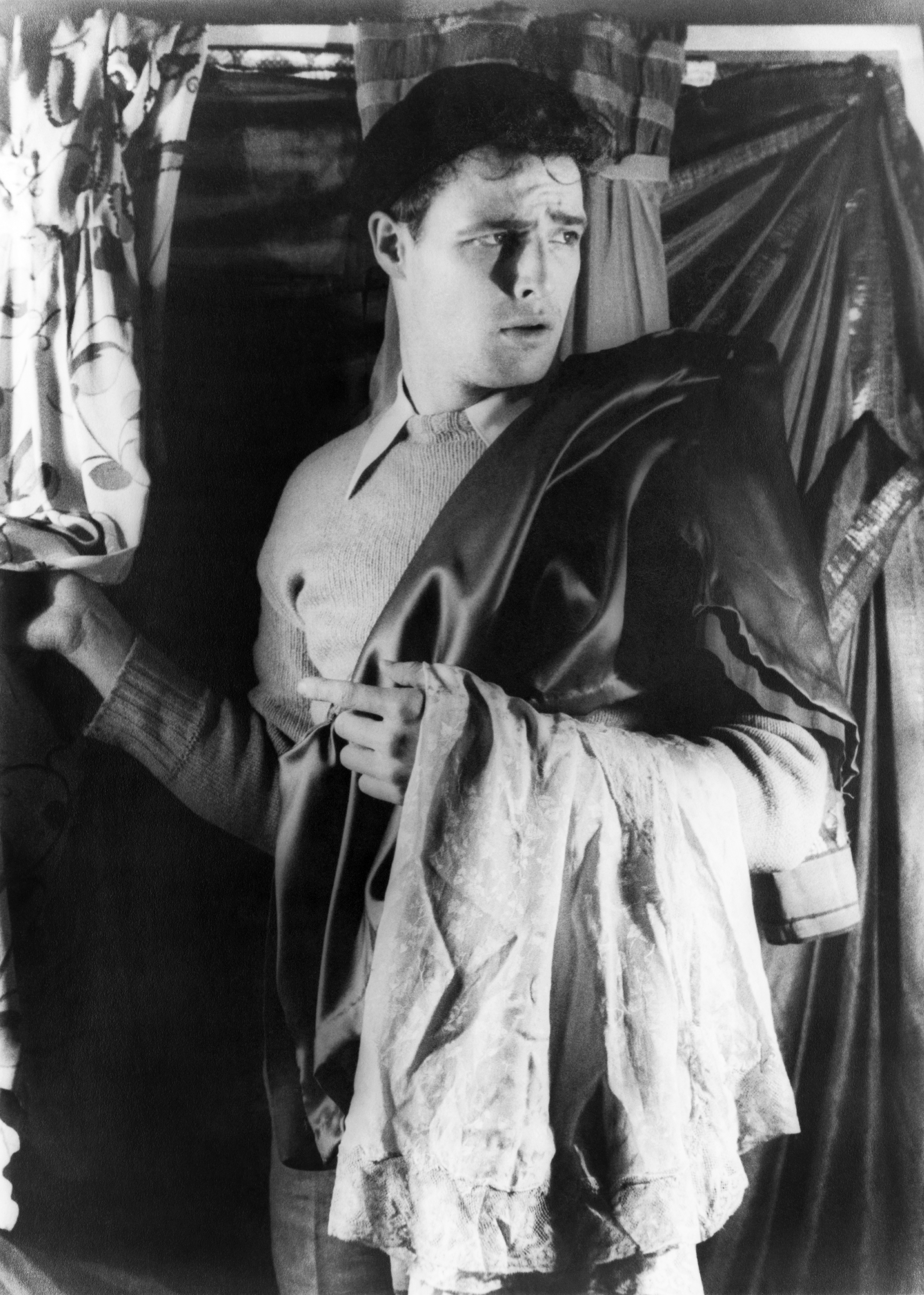
Marlon Brando Stanley Kowalski szerepében (1948)

## Történet
A zaklatott idegzetű tanárnő, Blanche DuBois New Orleansba érkezik a húgához, Stellához. A szegényes körülmények között élő, állapotos Stella férjét, a közönséges, durva Stanleyt, dühíti Blanche úrias, őt lenéző viselkedése. Blanche megismerkedik Stanley munkatársával,  Mitch-csel aki beleszeret, ám ezt a kapcsolatot Stanley tönkreteszi, majd mikor Stella a kórházban van, megerőszakolja Blanche-ot. A nő ezek hatására teljesen zavarttá válik, és elmegyógyintézetbe kerül.

## Magyar bemutatók
Magyarországon először 1962-ben mutatták be a darabot a Madách Színházban. Blanche-t Tolnay Klári, Stanley-t Avar István, Mitchet Pécsi Sándor, Stellát pedig Vass Éva játszotta. A Színházi adattár szerint azóta harmincegyszer játszották a művet, ebből hatszor Budapesten.
| Év   | Helyszín                                  | Rendező          | Főszerepben                                                                  |
| ---- | ----------------------------------------- | ---------------- | ---------------------------------------------------------------------------- |
| 1962 | Budapest, Madách Színház                  | Vámos László     | Blanche: Tolnay Klári Stanley: Avar István Stella: Vass Éva                  |
| 1963 | Veszprém, Petőfi Színház                  | Bicskey Károly   | Blanche: Fogarassy Mária Stanley: Nagy Attila Stella: Petényi Ilona          |
| 1964 | Debreceni Csokonai Színház                | Ruszt József     | Blanche: Gurnik Ilona Stanley: Sárosdy Rezső Stella: Szabó Ildikó            |
| 1965 | Miskolci Nemzeti Színház                  | Nyilassy Judit   | Blanche: Máté Éva Stanley: Polgár Géza Stella: Balogh Emese                  |
| 1966 | Eger, Gárdonyi Géza Színház               | Lacina László    | Blanche: Kovács Mária Stanley: Huszár László Stella: Lőrinczy Éva            |
| 1966 | Kecskemét, Katona József Színház          | Mónos Attila     | Blanche: Dévay Camilla Stanley: Szilágyi Tibor Stella: Bege Margit           |
| 1972 | Szegedi Nemzeti Színház                   | Virág Mihály     | Blanche: Fogarassy Mária Stanley: Janka Béla Stella: Déry Mária              |
| 1972 | Budapest, Ódry Színpad                    | Vámos László     | Blanche: Szalay Edit Stanley: Maróti Gábor Stella: Egri Márta                |
| 1974 | Pécsi Nemzeti Színház                     | Dobai Vilmos     | Blanche: Tímár Éva Stanley: Bujtor István Stella: Miklósy Judit              |
| 1978 | Győr, Kisfaludy Színház                   | Bozóky István    | Blanche: Tanai Bella Stanley: Holl István Stella: Horváth Ibolya             |
| 1984 | Székesfehérvár, Vörösmarty Színház        | Bujtor István    | Blanche: Tordai Teri Stanley: Dózsa László Stella: Marton Kati               |
| 1984 | Kaposvár, Csiky Gergely Színház           | Ács János        | Blanche: Pogány Judit Stanley: Lukáts Andor Stella: Csákányi Eszter          |
| 1987 | Kecskemét, Katona József Színház          | Horváth Jenő     | Blanche: Lőrinczy Éva Stanley: Hollai Kálmán Stella: Tallós Rita             |
| 1988 | Budapest, Vígszínház                      | Szikora János    | Blanche: Almási Éva Stanley: Reviczky Gábor Stella: Pap Vera                 |
| 1992 | Budapest, Ódry Színpad                    | Huszti Péter     | Blanche: Kiss Andrea Stanley: Mihályfi Balázs Stella: Bíró Kriszta           |
| 1992 | Kassai Thália Színház                     | Beke Sándor      | Blanche: Kövesdi Szabó Mária Stanley: Pólos Árpád Stella: Dózsa Zsuzsa       |
| 1992 | Békéscsaba, Békés Megyei Jókai Színház    | Szőnyi G. Sándor | Blanche: Felkai Eszter Stanley: Áron László Stella: Maronka Csilla           |
| 1995 | Eger, Gárdonyi Géza Színház               | Dávid Zsuzsa     | Blanche: Bessenyei Zsófia Stanley: Blaskó Balázs Stella: Dimanopulu Afrodité |
| 1996 | Győri Nemzeti Színház                     | Kiss Csaba       | Blanche: Gyöngyössy Katalin Stanley: Kamarás Iván Stella: Danyi Judit        |
| 1997 | Veszprémi Petőfi Színház                  | Árkosi Árpád     | Blanche: Bajcsay Mária Stanley: Gazdag Tibor Stella: Kolti Helga             |
| 1997 | Nyíregyháza, Móricz Zsigmond Színház      | Szász János      | Blanche: Csoma Judit Stanley: Megyeri Zoltán Stella: Szabó Márta             |
| 1999 | Budapest, Tivoli                          | Tordy Géza       | Blanche: Eszenyi Enikő Stanley: László Zsolt Stella: Horváth Lili            |
| 2004 | Sopron, Petőfi Színház                    | Rudolf Péter     | Blanche: Nagy-Kálózy Eszter Stanley: Selmeczi Roland Stella: Németh Borbála  |
| 2010 | Székesfehérvár, Vörösmarty Színház        | Harangi Mária    | Blanche: Szalay Marianna Stanley: Mihályfi Balázs Stella: Bartsch Kata       |
| 2011 | Budapest, Radnóti Színház                 | Zsótér Sándor    | Blanche: Kováts Adél Stanley: Csányi Sándor Stella: Petrik Andrea            |
| 2012 | Miskolc, Kamaraszínház                    | Kiss Csaba       | Blanche: Györgyi Anna Stanley: Kocsis Pál Stella: Lovas Rozi                 |
| 2014 | Tatabánya, Jászai Mari Színház, Népház    | Guelmino Sándor  | Blanche: Kerekes Éva Stanley: Balázs Áron Stella: Bakonyi Csilla             |
| 2016 | Pécsi Nemzeti Színház                     | Rázga Miklós     | Blanche: Darabont Mikold Stanley: Köles Ferenc Stella: Kulcsár Viktória      |
| 2017 | Kolozsvári Állami Magyar Színház          | Tom Dugdale      | Blanche: Kézdi Imola Stanley: Farkas Loránd Stella: Pethő Anikó              |
| 2017 | Kaposvár, Csiky Gergely Színház           | Bérczes László   | Blanche: Mészáros Sára Stanley: Molnár Gusztáv Stella: Szvetnyik Kata        |
| 2018 | Gyergyószentmiklós, Figura Stúdió Színház | Nagy Botond      | Blanche: Bartha Boróka Stanley: Faragó Zénó Stella: Szilágyi Míra            |
| 2019 | Vörösmarty Színház                        | Bagó Bertalan    | Ilona: Tóth Ildikó Józsi: Kádas József Csilla: Varga Lili                    |
| 2022 | Hevesi Sándor Színház                     | Kiss Csaba       | Blanche: Pap Lujza Stanley: Mihály Péter Stella: Kováts Dóra                 |
| 2024 | Budaörsi Latinovits Színház               | Ördög Tamás      | Blanche: Takács Katalin Stanley: Rába Roland Stella: Bohoczky Sára           |

## Feldolgozások
A Broadwayn Blanche szerepét Jessica Tandy alakította, míg Londonban Vivien Leigh. A művet még többször megfilmesítették, majd opera és balett is készült belőle:
- 1951: A vágy villamosa, rendező: Elia Kazan; szereplők: Vivien Leigh, Kim Hunter, Marlon Brando, Karl Malden
- 1984: A vágy villamosa, rendező: John Erman; szereplők: Ann-Margret, Beverly D’Angelo, Treat Williams, Randy Quaid
- 1995: A vágy villamosa, rendező: Glenn Jordan; szereplők: Jessica Lange, Diane Lane, Alec Baldwin, John Goodman
- 1995: A vágy villamosa – André Previn által komponált opera, az ősbemutatóján a szoprán Blanche-t Renée Fleming, a bariton Stanley-t Rod Gilfrey és Stellát a koloratúrszoprán Elizabeth Futral alakította